# Hetty Luiten
Hermanna Maria Reindina (Hetty) Luiten (Enschede, 23 juli 1950 – De Wilp, 7 maart 2013) was een Nederlands romanschrijfster en columniste.

## Leven en werk
Luiten werd geboren in Enschede, maar groeide op in Haarlem. Ze was de dochter van A. Pols (moeder) en G. Luiten (vader).  Ze is een zus van beeldend kunstenaar Hinke Luiten. Luiten begon na haar HBS-opleiding te werken als vertaalster in het Zweeds en Deens. Later begonnen met zelf columns te schrijven voor onder meer het Friesch Dagblad en het tijdschrift Vriendin. Daarnaast schreef zij ook korte verhalen voor diverse jeugdtijdschriften als Donald Duck en Taptoe en vrouwenmagazines als Yes, Libelle, Viva en Margriet. Vanaf begin negentiger jaren is zij romans gaan schrijven, die zich vooral in het heden afspelen en handelen over alledaagse dingen. Sommige van haar romans zijn uitgekomen in de VCL-serie van uitgeverij Westfriesland. Een aantal van haar boeken is op e-boek, groteletterdruk, luisterboek en brailleboek verschenen.
Onder het pseudoniem Mia Land schreef Luiten ook een serie van vier chicklits (boeken voor jonge vrouwen), met de titels Taxi!, Rondje!, Tot ziens! en Ik wil!. Luiten was tevens oud-bestuurslid en jarenlang actief binnen de voetbalvereniging SV De Wilper Boys.
Luiten overleed in 2013 op 62-jarige leeftijd. Ze liet twee zonen achter. Na haar overlijden zijn postuum nog twee boeken van haar verschenen.